# Cementerio de los apestados
El Cementerio de los apestados o el cementerio de los niños es un cementerio surgido a principio del siglo XX ubicado al costado de la ruta G-25 Antofagasta-Calama, en la comuna de Sierra Gorda, Chile.
Está ubicado a 20 km al oeste del poblado de Sierra Gorda (Chile), a 5 km al este del extinto poblado Pampa Unión y contiguo a la ex-oficina salitrera María. 
Este cementerio surgió de la necesidad de inhumar lejos de los asentamientos a fallecidos por epidemias que asolaron la región en los años 1903 a 1920, principalmente la Peste bubónica transmitida por pulgas de vectores y la Fiebre amarilla. El grupo etario  más afectado fue la población infantil de las oficinas salitreras.
El Cementerio de los apestados es uno de las tantos cementerios abandonados en la Pampa del Salitre; pero tiene la singularidad de que la mayor parte de su población la constituyen infantes y es único en Chile.

## Descripción

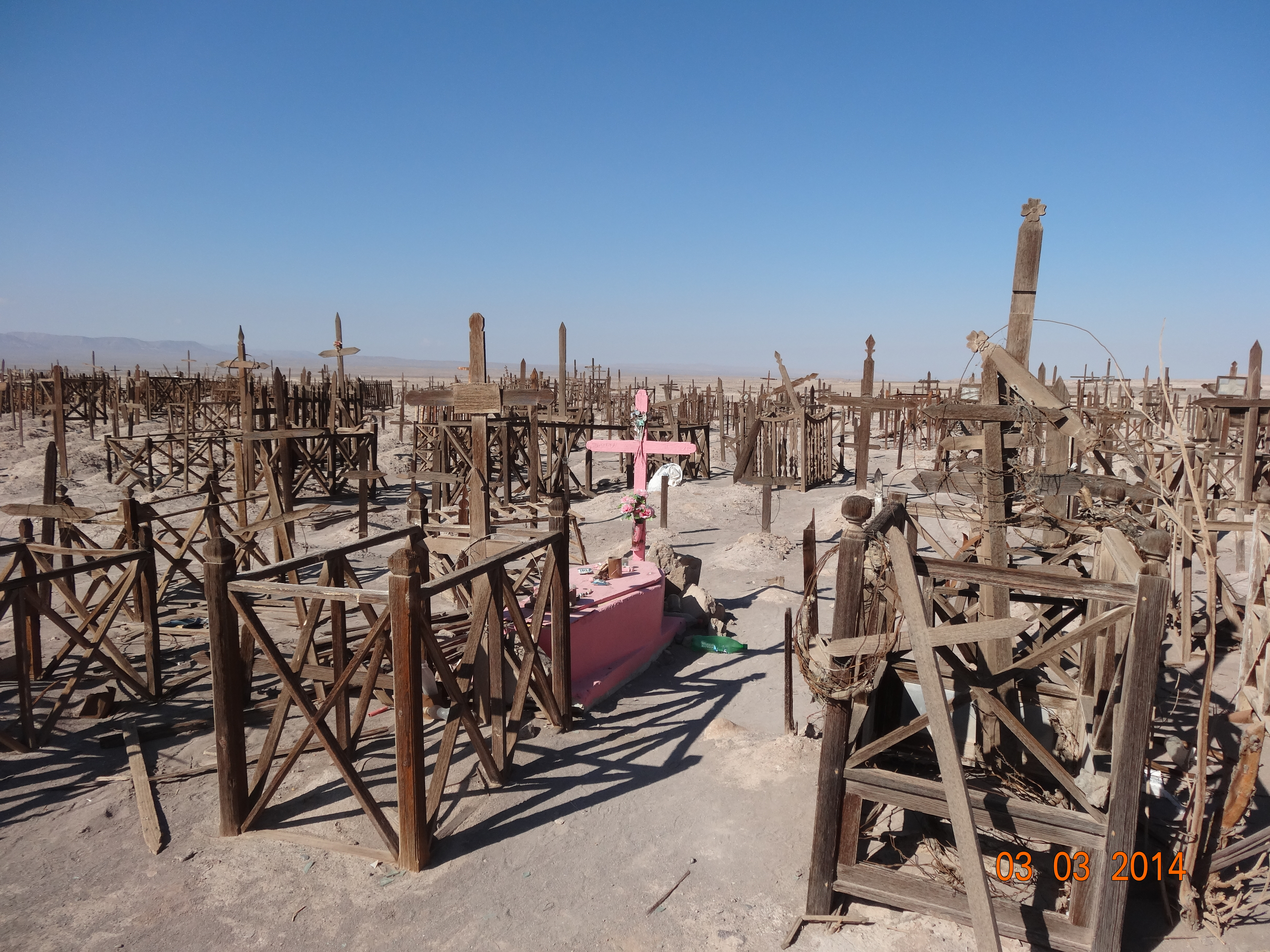
Vista del cementerio

Es un cementerio pampino de forma rectangular de aproximadamente 6.000 m² ubicado en las coordenadas geográficas 23°2′29.66″S 69°26′59.21″O / -23.0415722, -69.4497806.  No posee cercos, las inhumaciones están a 1 m bajo la dura costra salina de la pampa.
Sus cruces son de madera, la gran mayoría sin nombre ni fecha, las más pudientes están rodeadas con enrejados de hierro y se estima que el camposanto contiene aproximadamente unas 3.000 a 3.500 tumbas sin registro, la mayoría son perteneciente a infantes y está aledaño a la ruta G-25 de donde es visible.
Las dataciones de las tumbas (las escasas que aún registran fecha) parten en 1912 y terminan en las últimas filas hacia el sur en 1929.

## Historia

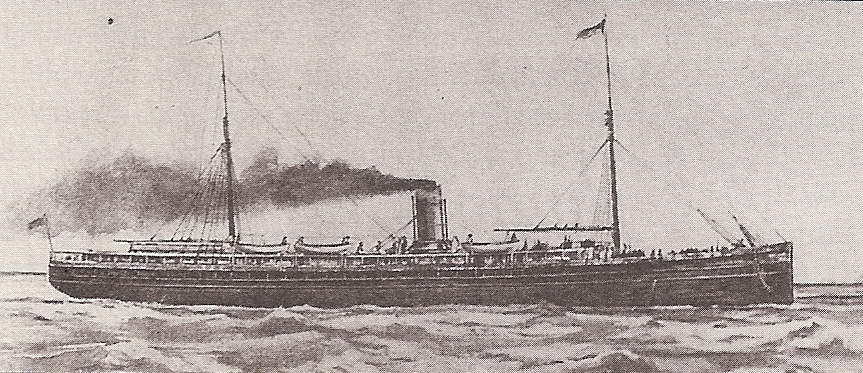
Vapor SS Columbia

Las fuentes históricas indican que las epidemias se iniciaron con la peste bubónica la cual fue traída en 1903 por el  vapor SS Columbia procedente desde San Francisco, Estados Unidos.
Este vapor había recalado en El Callao, Perú donde se había infectado gravemente con ratas. Se le llamó el barco maldito porque con cada recalada que hacía, las ratas que transportaba saltaban al mar y nadaban a la orilla, estas transmitieron mediante sus pulgas la peste en Iquique, Taltal, Antofagasta, Mejillones y Valparaíso. 
La región de Antofagasta y en especial la región pampina de Calama fue la más afectada con esta pandemia dando inicio a 20 años de pandemias en los cobijos de las salitreras.
Para 1907, los casos registrados eran 695 de los cuales 302 fallecieron en toda la actual segunda región.
También a principio de 1910 otros navíos procedente del puerto peruano de El Callao trajeron a la pampa por vía del ferrocarril, la fiebre amarilla, la viruela, el tifus exantemático epidémico, el sarampión y nuevamente la peste bubónica en un segundo y más mortal brote pandémico teniendo para julio 988 fallecidos y más de 3.053 casos.  En 1912, rebrotó con virulencia la fiebre amarilla, la tuberculosis y la viruela.
El cementerio de los apestados se inicia en estas fechas.
Estas pestes asolaron espontáneamente y principalmente a las oficinas salitreras de la pampa nortina ubicadas en la actual Comuna de Antofagasta afectando mayoritariamente a la población infantil.

## Sendero cultural
El cementerio es parte de la ruta de los senderos culturales de la pampa salitrera.